# Johann Bauhin
Johann Bauhin (eller Jean Bauhin), född 12 december 1541 i Basel, död 26 oktober 1613, var en schweizisk botaniker. Auktorsnamnet J.Bauhin kan användas för Johann Bauhin i samband med ett vetenskapligt namn inom botaniken; se Wikipediaartiklar som länkar till auktorsnamnet.

## Biografi
Johann Bauhin var son till läkaren Jean Bauhin den äldre och bror till botanikern och fysiologen Gaspard Bauhin. Han studerade botanik i Tübingen för Leonhart Fuchs (1501-1566). Sedan startade han en läkarpraktik i Basel, där han utnämndes till professor i retorik 1566. Fyra år senare kallades han av hertig Fredrik I av Württemberg i Montbéliard att tillträda tjänsten som dennes livmedikus, vilket han förblev till sin död. 
Botaniken blev det han hängav sig åt. Historia plantarum universalis, hans omfattande arbete, är en sammanställning av allt som då var känt inom botaniken. Det hann inte fullbordas före hans död, men publicerades i Yverdon 1650-1651.

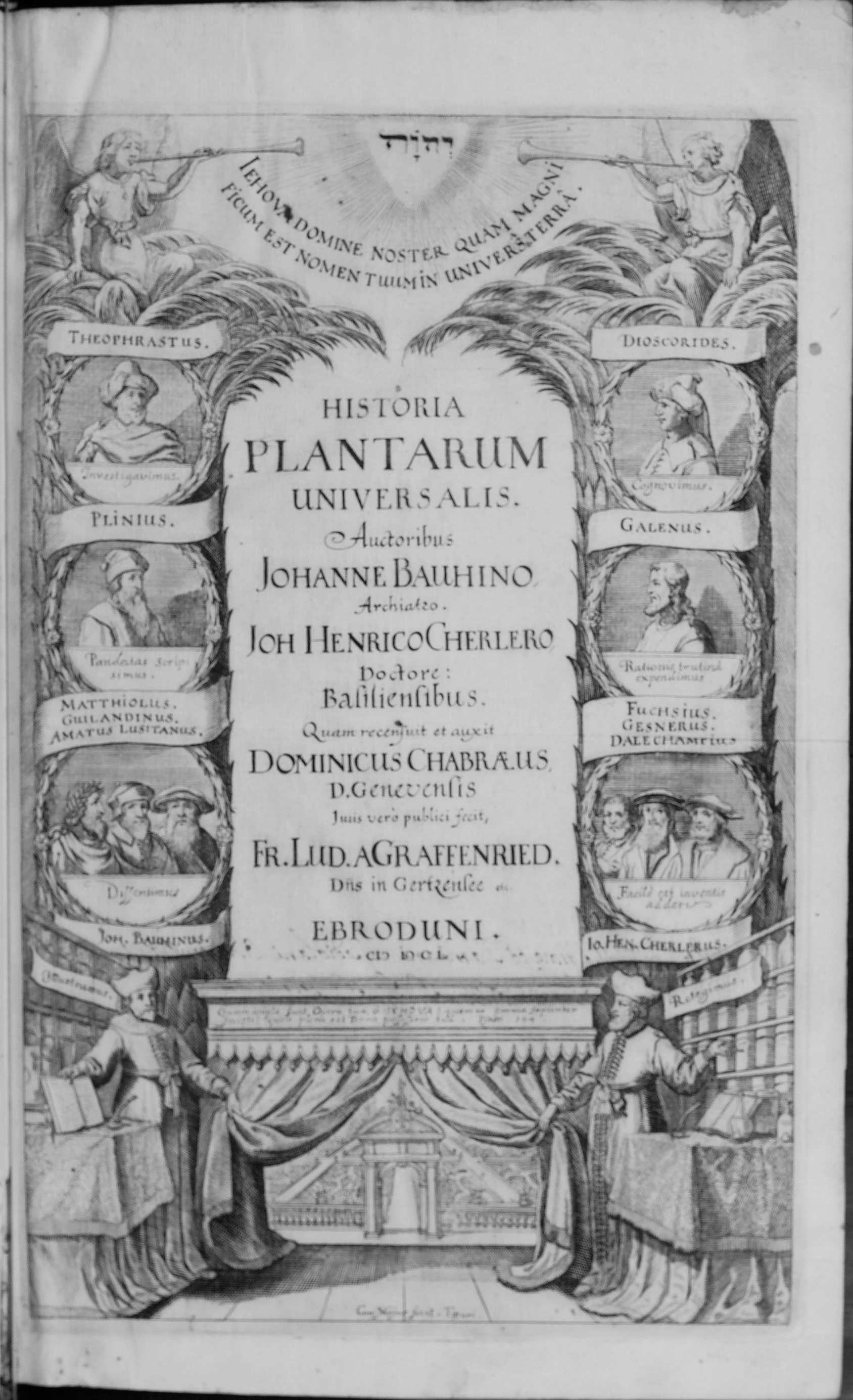
Historia plantarum universalis, 1650